# Gyöngyöshalász
Gyöngyöshalász là một thị trấn thuộc hạt Heves, Hungary. Thị trấn này có diện tích 27,13 km², dân số năm 2010 là 2553 người, mật độ 94 người/km².